# Гущин, Николай Яковлевич
Никола́й Я́ковлевич Гу́щин (10 апреля 1929, д. Каменево, Костромская область — 19 февраля 1996, Новосибирск) — советский и российский историк, специалист по социально-демографической и аграрной истории Сибири в период СССР, доктор исторических наук (1970), профессор (1971).

## Биография
Родился 10 апреля 1929 года в деревне Каменево на территории современной Костромской области. В 1951 году окончил Ленинградский государственный университет (исторический факультет). В 1954 году защитил кандидатскую диссертацию "Новая экономическая политика Коммунистической партии Советского Союза и её значение в построении социализма ".
В 1954—1960 годах был доцентом кафедры марксизма-ленинизма в Новосибирском электротехническом институте связи, с 1960 по 1985 год — доцентом, заведующим кафедрой истории КПСС, деканом гуманитарного факультета, профессором и заведующим кафедрой истории СССР Новосибирского государственного университета. В 1970 году защитил докторскую диссертацию «Социально-экономическое развитие сибирской деревни в годы социалистической реконструкции народного хозяйства, 1926—1937 гг.» (в трёх томах).
В 1963—1995 годах работал в Институте истории, филологии и философии СО АН СССР (позднее — ОИИФФ СО РАН и т. д.), где занимал должности старшего научного сотрудника, заведующего сектором истории крестьянства и сельского хозяйства, главного научного сотрудника.
Из всех научных трудов Гущина наиболее заметными стали работы по вопросам коллективизации деревни в Сибири.

## Научные работы
- Классовая борьба и ликвидация кулачества как класса в сибирской деревне (1926—1933 гг.). Новосибирск, 1972;
- Сибирская деревня на пути к социализму (Социально-экономическое развитие сибирской деревни в годы социалистической реконструкции народного хозяйства. 1926—1937 гг.). Новосибирск, 1973;
- Население Западной Сибири в XX веке. Новосибирск, 1997 (в соавт.)[1]

### Многотомные издания
Входил в редколлегию и был автором исторических разделов на тему сельского хозяйства и крестьянства IV тома «Истории Сибири» (1968), изданной в Ленинграде.
Ответственный редактор III—V томов новосибирской «Истории крестьянства Сибири» (1983, 1985, 1991) и автор многих её разделов.